# Левел-5
Стадион Хаката-но Мори, что означает «Лес хаката» или Левел-5 (яп. 東平尾公園博多の森球技場 Higashihirao-kōen Hakata no mori kyūgijō, англ. Hakata no mori Stadium) — это футбольный и регбийный стадион расположенный в районе Хаката-ку, города Фукуока одноимённой префектуры.

## Обзор
Арена находится в Парке Хигаси Хирао. Является домашней ареной клуба Джей-лиги «Ависпа Фукуока».
Спортивное сооружение было построено в 1995 году для проведения соревнований летней Универсиады.

## Название арены
В декабре 2007 года был проведён конкурс на изменение названия арены Хаката-но Мори, который проходил до января 2008 года. Победила компания Level-5, занимающаяся производством компьютерных игр. Был подписан контракт сроком на три года. С первого марта 2008 года название было изменено на Левел-5 (яп. レ ベ ル フ ァ イ ブ タ ジ ア ム, reberu faibu sutajiamu ,レ ベ ス タ для краткости , Rebesuta.
Контракт продлевался несколько раз до февраля 2020 года.
Впрочем на чемпионате мира по регби в 2019 году, использовалось название Хаката-но Мори.
В феврале 2020 года был проведён новый конкурс на название арены. Победила компания Best Denki (株式会社 ベ ス ト 電器, Kabushiki-gaisha Besuto Denki), занимающаяся торговлей электронной техникой. Название стадиона изменилось на Best Denki Stadium (аббревиатура: Vesta) со сроком до 2023 года.